# Phare de Burnt Coat Harbor
Le phare de Burnt Coat Harbor (en anglais : Burnt Coat Harbor Light) est un phare actif situé sur Swan's Island, dans le Comté de Hancock (État du Maine).
Il est inscrit au Registre national des lieux historiques depuis le 21 janvier 1988 .

## Histoire
Swan'Island est une île située à 9 km au sud-ouest de l'île des Monts Déserts et à 10 km du continent. Le phare, construit en 1872, se trouve à l'extrémité de Hockamock Point, une péninsule s'étendant au sud de l'île, et sa lumière marque l'entrée du port de l'île.
Le phare se compose de la tour principale et de trois bâtiments : une maison de gardien, un pavillon et un bâtiment à carburant construit en 1985. La tour est une structure en brique carrée, avec une lanterne à dix côtés entourée d'une passerelle en fer munie d'une balustrade. La maison du gardien est une structure en bois en forme de L. Juste au sud de la tour se trouve un petit bâtiment légèrement effilé, construit en 1911, contenant le signal de brouillard. Le bâtiment à carburant est une petite structure en brique avec un petit ventilateur sur le toit.
Ce phare était à l'origine un phare arrière fonctionnant avec un autre feu d'alignement qui a été détruit en 1884. Le phare a été automatisé en 1975. La maison du gardien est maintenant gérée par les Amis de Burnt Coat Ligh et est ouvert en été en tant que musée. Un appartement à l'étage de la maison du gardien est disponible pour la location de vacances. La tour est ouverte pour sa visite du mardi au samedi pendant la saison estivale.

## Description
Le phare  est une tour pyramidale à base carrée en brique, avec une galerie et une lanterne polygonale de 10 m de haut. La tour est peinte en blanc et la lanterne est noire. Son feu à occultations émet, à une hauteur focale de 23 m, un éclat blanc de 3 secondes par période de 4 secondes. Sa portée est de 9 milles nautiques (environ 17 km).

## Caractéristiques dufeu maritime
Fréquence : 4 secondes (W)
- Lumière : 3 secondes
- Obscurité : 1 seconde

Identifiant : ARLHS : USA-096 ; USCG : 1-2700 - Amirauté : J0058 .
|          |
| Le phare |

### Lien connexe
- Liste des phares du Maine